# Denkanstöße
Denkanstöße ist eine Schriftenreihe, die seit Anfang 2004 von der Stiftung Natur und Umwelt Rheinland-Pfalz veröffentlicht wird.
Die Schriftenreihe der im rheinland-pfälzischen Mainz ansässigen Stiftung verfolgt das Ziel, Meinungsbildung im Natur- und Umweltschutz anzuregen und polarisierende Meinungen abzubilden. Es sollen dem Titel entsprechend „Denkanstöße“ vermittelt werden. Jede Ausgabe widmet sich einem aktuellen Thema aus dem Bereich im Natur- und Umweltschutz, meist aufbauend auf vorangegangene Fachtagungen oder Vorlesungsreihen. Als Autoren arbeiten sowohl Experten aus der Wissenschaft als auch Personen aus Politik und Praxis. Die Reihe wendet sich nicht nur an das Fachpublikum, sondern auch an den fachfremden Leser. 
Die Schriftenreihe erscheint in unregelmäßigen Abständen in einer Auflage von bislang jeweils 1000 Exemplaren. Bisher erschienen sieben Ausgaben.

## Die Reihe
- „Welche Natur schützen wir?“
- „Thesen zur Biodiversität“
- „Die Erfindung von Natur und Landschaft“
- „Naturschutz durch Nutzung“
- „Wildschweine in Berlin – Füchse in Zürich“
- „Landschaftskult – Kulturlandschaft“
- „Biodiversität“